# Ryvar
Le Ryvar  est un lougre allemand, gréé en ketch à coque et pont en acier. Son port d'attache actuel est le musée maritime du port de Flensbourg

## Histoire
Ce lougre a été construit en 1916 au chantier naval de Alphen-sur-le-Rhin aux Pays-Bas. Baptisé De Maas (RO 16) son premier port d'attache a été Rotterdam. Il a été vendu la même année et rebaptisé De Mervede au port de Schéveningue. En 1917, il est revendu et converti en cargo et rebaptisé Flevo 1.
En 1927, il est de nouveau vendu et rebaptisé Helga. Son port d'attache devient Hambourg (Allemagne). Il est équipé d'un premier moteur de 40 cv. 
En 1931, il s'échoue et gravement endommagé il est remorqué à Copenhague. En 1933, vendu et rebaptisé  Meta Buck, il revient à  Hambourg (Allemagne). En 1935, il est équipé d'un moteur de 100 cv. 
En 1955, il est équipé d'un nouveau moteur Völund de 300 cv. Il est vendu l'année suivante en Norvège et rejoint le port de Haugesund et subit des travaux de conversion en bateau de pêche. En 1960 revendu de nouveau, il prend le nom de Svengrunn.  Il change de propriétaires en 1963, 1968, 1972, et en 1973. Il prend alors son nom actuel Ryvar. Il changera plusieurs fois encore de propriétaires en 1976,1978,1987 où il obtient son moteur actuel.
En 1995, il est revendu en Allemagne et rejoint le port de Flensbourg et son musée maritime. Il subit alors des travaux de modification. Le 1er mai 1996 il est mis en service comme navire traditionnel à voiles et navigue depuis  en mer Baltique et en océan Atlantique de Brest à Bergen 
Il a participé de nombreuses fois au Hanse Sail de Rostock, au semaine de Kiel. Il a aussi participé  au Fêtes maritimes de Brest Brest 2004.